# Ołeksandr Turczynow

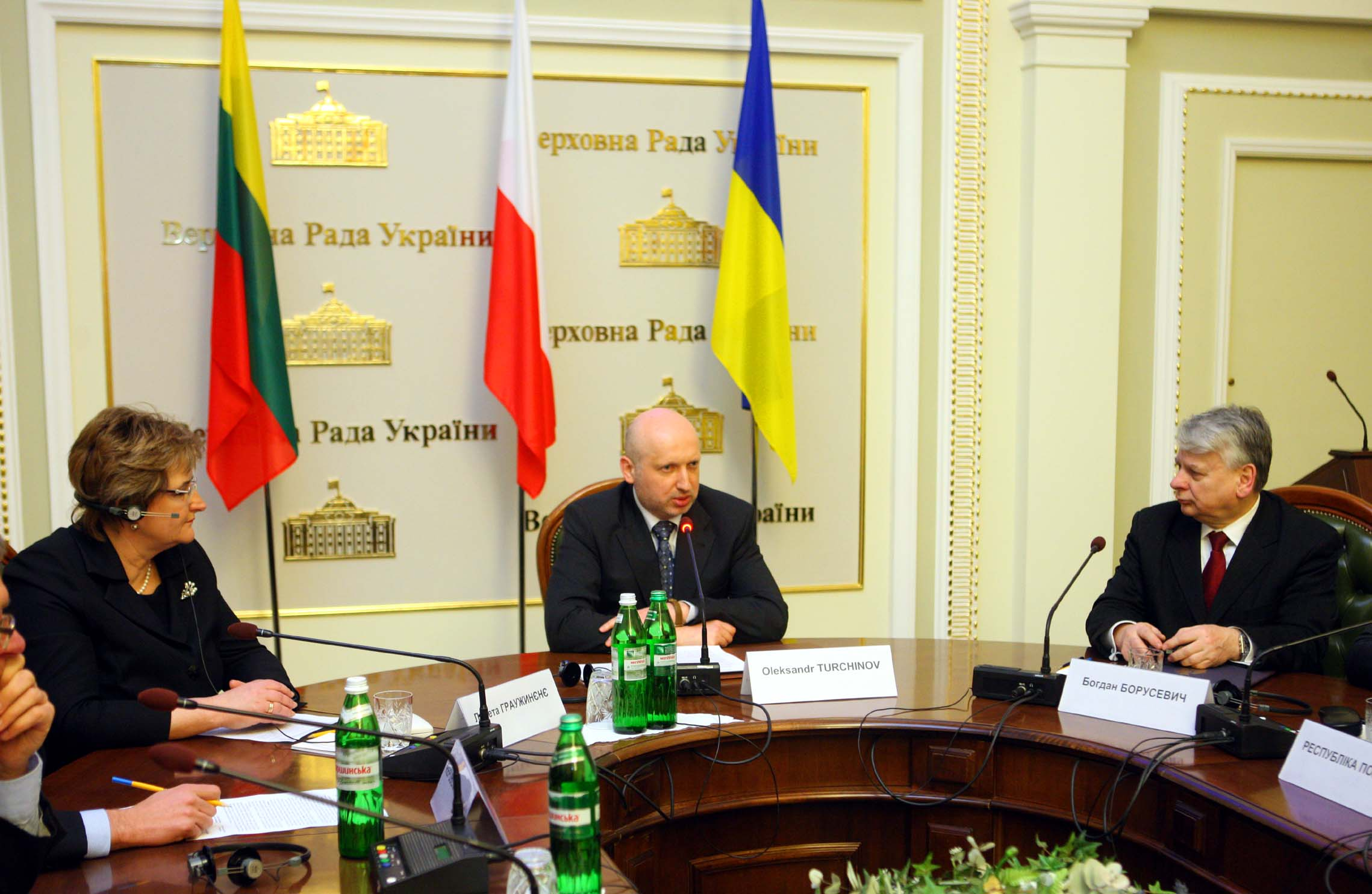
Ołeksandr Turczynow podczas spotkania z Loretą Graužinienė i Bogdanem Borusewiczem w Kijowie (2014)

Ołeksandr Wałentynowycz Turczynow, ukr. Олександр Валентинович Турчинов (ur. 31 marca 1964 w Dniepropetrowsku) – ukraiński polityk, doktor nauk ekonomicznych. I wicepremier Ukrainy w latach 2007–2010, p.o. premiera Ukrainy w marcu 2010, w 2014 przewodniczący Rady Najwyższej Ukrainy. Od 23 lutego do 7 czerwca 2014 na mocy decyzji parlamentu czasowo pełnił obowiązki prezydenta Ukrainy.

## Życiorys
W 1986 ukończył studia na wydziale technologicznym instytutu metalurgicznego w Dniepropetrowsku. Do 1991 działał w Komunistycznej Partii Związku Radzieckiego. W latach 1987–1990 był kierownikiem wydziału agitacji i propagandy w komitecie Komsomołu obwodu dniepropetrowskiego.
Na początku lat 90. był zatrudniony w administracji regionalnej. Od 1994 do 1998 zajmował stanowisko dyrektora instytutu nauk ekonomicznych, był też wykładowcą jednego z kijowskich uniwersytetów.
W 1998, 2002, 2006 i 2007 uzyskiwał mandat deputowanego do Rady Najwyższej. Po powołaniu pierwszego rządu Julii Tymoszenko został szefem Służby Bezpieczeństwa Ukrainy. W grudniu 2007 objął stanowisko pierwszego wicepremiera w jej drugim gabinecie. W maju 2008 bezskutecznie ubiegał się o stanowisko mera Kijowa. Należał do liderów Bloku Julii Tymoszenko, został też wiceprzewodniczącym partii Batkiwszczyna.
4 marca 2010, dzień po uchwaleniu przez Radę Najwyższą wotum nieufności wobec rządu Julii Tymoszenko i wzięciu przez nią urlopu, został pełniącym obowiązki premiera Ukrainy. 11 marca 2010 parlament na stanowisku nowego premiera zatwierdził Mykołę Azarowa.
W 2012 ponownie uzyskał mandat poselski z ramienia Batkiwszczyny. 22 lutego 2014 wybrany na przewodniczącego ukraińskiego parlamentu. Następnego dnia parlament, który wcześniej stwierdził zaprzestanie pełnienia obowiązków przez prezydenta Wiktora Janukowycza, powierzył Ołeksandrowi Turczynowowi tymczasowe wykonywanie obowiązków głowy państwa. Obowiązki prezydenta przestał pełnić 7 czerwca 2014 z chwilą zaprzysiężenia nowo wybranego prezydenta Petra Poroszenki. Pod koniec sierpnia tego samego roku wystąpił z Batkiwszczyny wraz z częścią innych liderów partii.
Został następnie jednym z liderów Frontu Ludowego, utrzymując w październiku 2014 mandat poselski na kolejną kadencję. W grudniu tegoż roku powołany na sekretarza Rady Bezpieczeństwa Narodowego i Obrony Ukrainy. W maju 2019 złożył rezygnację z tej funkcji. W 2020 stał na czele sztabu wyborczego partii Europejska Solidarność podczas wyborów samorządowych.

## Odznaczenia
- Order Księcia Jarosława Mądrego V klasy (2018)[12]
- Medal jubileuszowy „25 lat niepodległości Ukrainy” (2016)[13]

## Życie prywatne
Ołeksandr Turczynow jest żonaty, ma syna. Jest baptystą; został członkiem rady jednego z kijowskich zborów baptystycznych i jego kaznodzieją.